# 4488 Токитада
4488 Токитада (енгл. 4488 Tokitada) је астероид главног астероидног појаса са средњом удаљеношћу од Сунца која износи 2,181 астрономских јединица (АЈ).
Апсолутна магнитуда астероида је 13,9.